# Lola Bunny
Lola Bunny es un personaje de dibujos animados de Looney Tunes retratado como una coneja antropomórfica que apareció por primera vez en la película de 1996 Space Jam. En la mayoría de las encarnaciones, ella es la novia del conejo Bugs Bunny.

## Historia

### Space Jam
Lola apareció por primera vez en la película Space Jam de 1996. Se la muestra con pelaje bronceado, flequillo rubio y usa una banda de goma morada en ambas orejas como una cola de caballo. Tiene ojos de color aguamarina y una figura delgada de reloj de arena. Lola tiene la voz de Kath Soucie en la película.
Lola fue creada para servir como un interés romántico para Bugs. Bugs se enamora instantáneamente cuando aparece por primera vez en la pantalla. Lola demuestra sus habilidades de baloncesto, y la película hace uso de una broma "al estilo Tex Avery" sobre la libido masculina: Bugs flota en el aire antes de estrellarse contra el suelo totalmente rígido. La escena recuerda a "Wolfie" de Red Hot Riding Hood (1943), un personaje creado por Tex Avery definido por su exagerado silbido de lobo.
A lo largo de la película, hay una subtrama sobre si habrá un romance entre Lola y Bugs. La subtrama concluye con una resolución convencional. Lola casi resulta herida por uno de los oponentes en el juego de baloncesto, y Bugs la rescata. Bugs recibe su beso de agradecimiento durante el juego, y le devuelve el beso después de su final, con Lola reaccionando con su propia mordaza al estilo Tex Avery sobre la libido femenina.
La personalidad de Lola es una combinación de los arquetipos de mujer hawksiana, marimacho y femme fatale. Es una mujer dura de hablar, sensata, extremadamente independiente y autosuficiente. Ella es muy atlética y extremadamente seductora en su comportamiento. Su frase más característica durante el filme es: "No vuelvas a decirme muñeca", ya que ella le ha demostrado tanto a Bugs como a uno de los Monstars durante el partido que no le gusta que la llamen así. Como explicó el director de animación Tony Cervone, Lola originalmente tenía la intención de ser más una "marimacho", pero el equipo de producción temía que pareciera "demasiado masculina". Así que también eligieron enfatizar sus "atributos femeninos".

### Baby Looney Tunes
Lola es uno de los personajes principales de la serie Baby Looney Tunes y medios relacionados. Ella aparece como una peque coneja, con una coleta al igual que su peinado como adulta, y vistiendo solamente unos pañales.

### The Looney Tunes Show
Lola aparece como personaje recurrente en The Looney Tunes Show, donde fue interpretada por Kristen Wiig. A diferencia de su personalidad en Space Jam, se la retrata como una conejita tonta, indecisa y gabby que tiende a obsesionarse con Bugs, a quien se refiere como "Bun-Bun". Está muy dedicada a lograr metas, pero a menudo tiende a olvidar lo que estaba haciendo. Ella es incapaz de tomar una decisión, incluso por algo tan simple como lo que quiere beber. Si bien ella es demasiado habladora hasta el punto de irritarse, Bugs parece disfrutar de tenerla cerca, incluso se sorprende a sí mismo al declararse su novio en "Double Date", donde ayudó a Daffy a tener el coraje de invitar a Tina Russo a una cita. Más adelante en la serie, Bugs y Lola se ven en varios episodios pasando tiempo juntos.
Los padres ricos de Lola, Walter (con la voz de John O'Hurley) y Patricia (con la voz de Grey DeLisle en la temporada 1, Wendi McLendon-Covey en la temporada 2) también aparecen en el programa.
Esta versión del personaje apareció como protagonista principal en la película Looney Tunes: Rabbits Run interpretada por Rachel Ramras.

### Space Jam: A New Legacy
Ella regresa nuevamente en Space Jam: A New Legacy, siendo interpretada por Zendaya. En la película, Lola dejó el mundo Looney Tunes y se fue a un mundo de cómic de DC Comics de la Mujer Maravilla, donde iba a ser un amazona de pleno derecho, pero Bugs la detiene para ayudar a LeBron James a rescatar a su hijo. No se sabe qué pasó entre Lola y Bugs, ya que ella parece estar molesta con él (tal vez por no querer irse con ella la primera vez, abandonando el baloncesto sin motivo aparente). Bugs le dice lo que pasa cuando él y LeBron están a punto de caer en lava, y Lola, quien estaba por terminar la última prueba, se decide a salvar a Bugs y a LeBron de una muerte segura. Pero hacer tal acción, causa que no complete la prueba y Lola pide misericordia por su fracaso. Sin embargo, la Mujer Maravilla menciona que "una amazona siempre hace lo correcto" y le dice que se vaya con ellos. Posteriormente, Lola perdona a Bugs y se preocupa por la situación del hijo de James. Lola ve la hora de jugar y se le complica a lo largo del juego y se desespera. Cuando casi ganan el juego, ella guiña el ojo derecho a la cámara. Lola le dice a Bugs que no llore, pero al final cuando Bugs hace el truco que descompone el juego, ella llora tristemente (aunque Bugs revive un tiempo después, ya que por ser un Looney Tunes no puede "morir"). Se ve a Lola jugando al tenis y conduciendo en la playa con Bugs como acompañante en fotos que aparecen en los créditos.

## Actrices de doblaje
Desde la primera aparición de Lola Bunny en 1996, el personaje de dibujos animados ha sido expresado por una variedad de actores de voz. Para la mayoría de las series de Looney Tunes, Kath Soucie, una actriz y actriz de voz estadounidense, interpretó el personaje de Lola. Soucie ha prestado su voz a Lola en Space Jam (1996), Tweety's High-Flying Adventure (2000), Looney Tunes Racing (2000), Looney Tunes: Space Race (2000), los webtoons de Looney Tunes (2001-2005), Looney Tunes Dance Off (2010) y New Looney Tunes (2015). Además, Britt McKillip fue la actriz de voz de Lola en Baby Looney Tunes (2002) y Baby Looney Tunes' Eggs-traordinary Adventure (2003). En 2011, la actriz, comediante, escritora y productora estadounidense, Kristen Wiig, prestó su voz a Lola en The Looney Tunes Show. Más recientemente, Rachel Ramras prestó su voz a Lola en Scooby Doo & Looney Tunes Cartoon Universe: Adventure (2014) y Looney Tunes: Rabbits Run (2015). y Zendaya en Space Jam: A New Legacy (2021) la secuela de la película de 1996.

## Otras apariciones
Una versión infantil de Lola, con la voz de Britt McKillip, se encuentra entre los personajes habituales de Baby Looney Tunes. Como su contraparte mayor, es atlética y tiene una afinidad por el baloncesto.
Otras apariciones incluyen su papel de reportera en la película Tweety's High-Flying Adventure. También apareció como personaje jugable en el juego de 1998 Bugs Bunny & Lola Bunny: Operation Carrot Patch y en el juego de 2000 Looney Tunes Racing. También fue reportera de noticias en el juego Looney Tunes: Space Race también en 2000.
En la comedia de acción Loonatics Unleashed, su descendiente es Lexi Bunny.
Después de Space Jam, Lola ha aparecido regularmente en historias en solitario en el cómic mensual de Looney Tunes publicado por DC Comics. Lola Bunny también apareció en un webtoon en looneytunes.com, titulado "Lo que se debe y no se debe hacer en las citas". Durante este webtoon, en forma de una película educativa de los años cincuenta, Bugs Bunny intenta llevar a Lola a una cita, pero Elmer Fudd y el padre desaprobador de Lola (con la voz de Tom Kenny) se lo impiden.
Ella aparece en los segmentos de New Looney Tunes "Hare to the Throne", "Lola Rider" y "Rhoda Derby", donde una vez más es interpretada por su actriz de voz original, Kath Soucie. Esta versión de Lola Bunny está representada como una hábil tramposa a la par con Bugs Bunny, pero también muy burbujeante y espontánea. Ella es esencialmente una combinación de los diseños y personalidades de su apariencia original de Space Jam y su apariencia de The Looney Tunes Show.

## Representación de género
El autor Kevin Sandler sostiene que la naturaleza hipersexual de la apariencia física de Lola en Space Jam es indicativa de una representación de género, afirmando que fue creada originalmente como una contraparte de merchandising femenina de Bugs Bunny.

## Recepción y legado
Lola y sus compañeras de equipo de Toon Squad también han ganado popularidad contemporánea en la cultura pop y la moda urbana. Lola y otros ahora aparecen con frecuencia en diseños gráficos en una amplia plétora de productos. Su uniforme #10 TuneSquad también se ha convertido en un símbolo icónico para los aspirantes a jugadores de baloncesto.[cita requerida] Como resultado, Lola se ha convertido en una opción popular para los disfraces de Halloween modernos, a menudo junto con su compañero Bugs Bunny. Además, los personajes de Toon Squad ahora hacen apariciones frecuentes en estilo urbano, a menudo representados con ropa de hip-hop. Este estilo fue popularizado por los diseñadores urbanos de los 80, The Shirt Kings. Streetwear sigue basándose en Looney Tunes en busca de inspiración, con la colaboración de 2017 Converse x Looney Tunes Sneaker que proporciona un ejemplo reciente notable.
Hoy en día, la mercancía original de Lola Bunny se vende por mucho más que su precio original en los mercados de reventa. Por ejemplo, las muñecas originales ahora se venden por cientos de dólares en Ebay.[cita requerida] Sin embargo, Lola Bunny no es el único personaje que ve un aumento en la popularidad contemporánea, ya que la mercancía original de Looney Tunes en general ha ganado un valor nostálgico.
Lola ha sido considerada con frecuencia como un símbolo sexual animado.